# 艾力克·班傑明
艾力克·謝恩·班傑明（英語：Alec Shane Benjamin，1994年5月28日—）是一位美國創作型歌手。他在2018年發布的單曲《慢慢接受》在25個以上的國家中躋身前40名，截至2021年5月，歌曲已累積超過8.07億串流次數。

## 簡介
班傑明生於鳳凰城，但他兒時曾有一段時間居住於紐約長島。班傑明有一名姊姊蘿根，曾在《只要我們擁有彼此》的歌詞中出現。班傑明的家庭並非音樂世家，他的吉他也是自學。他的偶像為美國饒舌歌手阿姆。

## 作品

### 專輯
- 《我眼中的世界》（These Two Windows）（2020）
- 《不加評論》（(Un)Commentary) (2022)

### 混音帶
- 《混音帶一：美國》（Mixtape 1: America）（2013）
- 《為您講述》（Narrated for You）（2018）

### 單曲
- 《紙王冠》（Paper Crown）（2014）
- 《夏天尾端》（End of the Summer）（2016）
- 《無處可去》（The Way to Nowhere）（2016）
- 《慢慢接受》（Let Me Down Slowly）（2018）
- 《慢慢接受》合唱版（Let Me Down Slowly）（2019）[a]
- 《六尺之遙》（Six Feet Apart）（2020）
- 《自造朋友》2020版（I Built a Friend）（2020）[b]
- 《你的目光》（The Way You Felt 中文版）（2021）

### 專輯
These Two Windows↓ （页面存档备份，存于）
- 《洛城無基督》（Jesus in LA）（2019）
- 《心靈牢房》（Mind Is a Prison）（2019）
- 《應該是風聲》（Must Have Been the Wind）（2019）
- 《阿拉莫》（Alamo）（2020）
- 《惡魔》（Demons）（2020）
- 《並非憤世》（I Not A Cynic）（2020）
- 《像你一樣》（Just Like You）（2020）
- 《熄滅愛火》（Match In The Rain）（2020）
- 《我的天》（Oh My God）（2020）
- 《愛情小說》（The Book of You & I）（2020）

(Un)Commentary↓ （页面存档备份，存于）
- 《成長》（Older）（2021）
- 《你的感受》（The Way You Felt）（2021）
- 《自我陰影》（Shadow Of Mine）（2022）
- 《播音機》（Speakers）（2022）
- 《惡魔不妥協》（Devil Doesn't Bargain）（2022）
- 《狄尼洛》（Deniro）（2022）
- 《多巴胺成癮》（Dopamine Addict）（2022）
- 《鐵鎚》（Hammers）（2022）
- 《葬身之丘》（Hill I Will Die On）（2022）
- 《偽君子》（Hipocrite）（2022）
- 《南西換了新髮型》（Nancy Got A Haircut）（2022）
- 《小改變》（Nuance）（2022）
- 《錯誤選擇》（One Wrong Turn）（2022）

### 參與作品
- 《紐約靈魂，第二章》（New York Soul, Pt. ii）（2016）【喬恩·博利恩歌曲，班傑明參與演唱】
- 《如大西洋般湛藍的眼，第二章》（Eyes Blue Like the Atlantic, Pt. 2）（2020）【Sista Prod歌曲，Powfu，Rxseboy與班傑明參與演唱】

## 備註
1. ↑  與艾莉西亞・卡拉合作
2. ↑  2017年時Youtube上有一版本

## 外部連結
- 官方网站
- Youtube上的官方頻道 （页面存档备份，存于）
- 艾力克·班傑明的Instagram （页面存档备份，存于）
- 艾力克·班傑明的Twitter （页面存档备份，存于）
- 艾力克·班傑明的Facebook